# Kostel Božského Srdce Ježíšova (Košice)
Kostel Božského Srdce Ježíšova (dříve Kaple Božského Srdce Ježíšova) je jezuitský kostel v Komenského ulici v košické městské části Staré Mesto. Původně byl postaven v letech 1936–1937 jako kaple, na kostel byl vysvěcen v roce 2009.

## Popis
V kostele se nachází řada bronzových sochařských děl s rostlinnými motivy větví, listů a kůry. Stojan ambonu je ztvárněn jako bohatě zdobený kmen a podobně i svícen na pašijovou svíci a menší svícny jsou v podobě menších částí téhož kmene. Ambon odkazuje na Ježíše Krista, protože se u něj čte Boží slovo.
Oltář ve tvaru kříže vykazuje drsnou strukturu kůry kmene a větví s listy. Bronzový reliéf na oltáři znázorňuje část kmene, na kterém jsou větve a listy. Oltář je zhotoven ze světlého mramoru.
Autory tohoto liturgického vybavení jsou akademický sochař Otmar Oliva a kamenický mistr Peter Novák. Do bronzového reliéfu oltáře zakomponovali geografickou skutečnost prolínání křesťanů latinského a byzantského ritu v Košicích. Hlaholský a latinský nápis na reliéfu vyjadřuje první slova z Janova evangelia: „Na počátku bylo Slovo.“ Hlaholice připomíná misii svatých Cyrila a Metoděje a latinka pevné zakotvení na křesťanském Západě.